# Bang! (album Frankie Goes to Hollywood)
Bang! – kompilacja zespołu Frankie Goes to Hollywood z 1985.

## Lista utworów
1. „War” (Hidden) – 8:37
2. „Relax” (U.S. Mix) – 7:20
3. „Black Night White Light” – 4:08
4. „Welcome to the Pleasuredome” – 8:08
5. „Two Tribes” (Hibakusha Mix) – 6:38
6. „The Power of Love” – 5:30